# Ойкасы (Тораевское сельское поселение)
Ойкасы́ (чув. Уйкас) — деревня в Моргаушском районе Чувашской Республики. Входит в состав Тораевского сельского поселения.

## География
Находится в северо-западной части Чувашии, на расстоянии приблизительно 9 км на запад по прямой от районного центра села Моргауши на левом берегу речки Штранга.

## История
Известна с 1858 года как околоток села Тораево, когда здесь было 169 жителей в 29 дворах. В 1906 году здесь было учтено 35 дворов и 197 жителей, в 1926 — 52 двора и 248 жителей, в 1939 — 244 жителя, в 1979 — 289. В 2002 году было 66 дворов, в 2010 — 58 домохозяйств. В 1930 году был образован колхоз «Металлист», в 2010 действовал СХПК им. Суворова.

## Население
Постоянное население составляло 217 человек (чуваши 96 %) в 2002 году, 189 — в 2010.